# Bataille du col de Lueg
Rébellion du Tyrol
Batailles
- Axams
- Sterzing
- Innsbrück
- Kufstein
- Volano
- Lofer
- Waidring
- Wörgl
- Strass im Zillertal
- 1re Bergisel
- 2e Bergisel
- Franzensfeste
- Pontlatzer Brücke
- 3e Bergisel
- Unken
- Lueg
- Hallein
- Melleck
- 4e Bergisel
- Pustertal
- Meran
- Sankt Leonhard in Passeier

La bataille du col de Lueg se déroule le 25 septembre 1809 lors de la rébellion du Tyrol. Elle s'achève par la victoire des insurgés qui s'emparent du col de Lueg, près de Golling an der Salzach.

## Déroulement
Le 17 octobre, Joachim Haspinger et Josef Struber (de), à la tête de 2 400 hommes et quatre canons, expulsent la brigade du général-major Stengel du col de Lueg près de Golling an der Salzach. Les 3 500 Bavarois et leurs trois canons battent en retraite sur Salzbourg. Les insurgés les suivent et s'emparent de la ville de Hallein.